# Adolf von Uslar
Herman Julius Adolf von Uslar (* 13. Mai 1877 in Rethmar (Niedersachsen); † 17. September 1960 in Bad Harzburg) war ein deutscher Landrat und Mitglied des Provinziallandtages der preußischen Provinz Hessen-Nassau.

## Leben
Adolf von Uslar wurde als Sohn des Landrats Rafael von Uslar und dessen Ehefrau Blanca von Voigts-Rhetz geboren. Nach dem Abitur studierte er Rechtswissenschaften an der Ruprecht-Karls-Universität Heidelberg und der Christian-Albrechts-Universität zu Kiel. 1907 absolvierte er in Berlin sein zweites juristisches Staatsexamen und war im Anschluss daran als Assessor beim Landratsamt in Kyritz, der Stadtverwaltung Wandsbeck sowie der Regierung Oppeln beschäftigt. Er heiratete Emmy von Wilke († 1978). Sein Sohn Rafael von Uslar wurde 1908 in Kyritz geboren. Am 1. Mai 1914 wurde er zum Regierungsrat bei der Regierung Kassel ernannt. Er kam zum Kriegseinsatz beim 1. Garde-Regiment zu Fuß, war hier Hauptmann der Reserve und wurde 1916 nach schwerer Verwundung in der Militärverwaltung eingesetzt. Ende Dezember 1918 zunächst zum kommissarischen Leiter des Landratsamtes Wolfhagen ernannt, wurde er kurz darauf definitiv Landrat des Landkreises Wolfhagen, ein Amt, das er bis 1933 innehatte. Er wurde aus dem Amt gedrängt und fand kurzfristig bis zu seiner Versetzung in den Ruhestand im Jahre 1934 bei der Regierung Wiesbaden Beschäftigung. 
Von 1919 bis 1925 hatte er einen Sitz im Kurhessischen Kommunallandtag des preußischen Regierungsbezirks Kassel, aus dessen Mitte er ein Mandat für den Provinziallandtag der Provinz Hessen-Nassau erhielt.

## Ehrung
1933 Ehrenbürger von Wolfhagen